# Manfred Seel
Manfred Adolf Seel (30. října 1946, Königstein im Taunus – 26. srpna 2014, Schwalbach am Taunus), přezdívaný „Hesenský rozparovač“ (Hessen-Ripper) nebo „Jack Rozparovač ze Schwalbachu“, byl Němec podezřelý ze sériové vraždy nejméně pěti žen ve Frankfurtu nad Mohanem a okolí. Za svého života nebyl dopaden a důkazy proti němu byly objeveny až po jeho smrti.

## Život
Manfred Seel byl jedináček. Vyrůstal v Kronbergu im Taunus, v roce 1957 začal chodit na reálku v Oberurselu. Poté se ve Frankfurtu nad Mohanem vyučil chemigrafem. V letech 1968–1969 absolvoval základní vojenskou službu u raketového dělostřelectva v Gießenu. Od roku 1970 pracoval jako chemigraf ve Frankfurtu. V roce 1973 při zaměstnání složil maturitní zkoušku a následně se zapsal na Univerzitu Johanna Wolfganga Goetheho ve Frankfurtu, kde studoval dějiny umění a sociální dějiny, studium ale záhy ukončil. Od roku 1986 vedl ve Schwalbachu spolu s obchodním partnerem Wernerem Ledererem malou firmu provádějící zahradnické práce a vyklízení domů. V roce 1973 se oženil, v roce 1979 se manželům narodila dcera. Manželka zemřela v roce 2013.
Ve volném čase hrál v letech 1985–2014 na klarinet a saxofon v jazzové kapele Overall Jazz Gang. Sousedé jej popisovali jako přátelského a nenápadného, i když poněkud neomaleného a cholerického člověka. Byl nicméně považován za „bezúhonného občana“. Podle manželky a dcery trávil hodně času ve sklepě, kam nikoho nepouštěl. Sousedé mu přezdívali Alaska, protože i v létě nosil teplé kožešinové oblečení a na Aljašku rád jezdíval. Podle svědectví jednoho Seelova přítele v opilosti někdy hovořil o násilném sexu, jeho přátelé to ale považovali jen za opilecké řeči a nepřikládali tomu význam.
Podle svědeckých výpovědí počátkem 90. let pravidelně navštěvoval frankfurtské pouliční prostitutky. Jedna z nich vypověděla, že se k ní choval násilnicky. V roce 1996 absolvoval protialkoholní léčbu.
V listopadu 2013 mu byla diagnostikována rakovina jícnu, na kterou v následujícím roce, 26. srpna 2014, zemřel. O dva týdny později, 10. září 2014, nalezli jeho dcera a její přítel při vyklízení Seelovy garáže části lidských ostatků a informovali policii. V září 2015 označila pracovní skupina Alaska Manfreda Seela za hlavního podezřelého v několika případech vraždy. Pro Seelovu dceru znamenalo zjištění pravdy o jejím otci šok; od nálezu těla je v péči psychologů, spolupracuje však s policií na vyšetřování.

## Vraždy
Vraždy připisované Seelovi se vyznačovaly velkou brutalitou, destruktivitou a sexuálním sadismem. Vrah odnímal z těl obětí orgány nebo odřezával části těla (např. genitálie, ruce a nohy) jako trofeje a přechovával je ve skrýších, pravděpodobně proto, aby je po činu mohl nerušeně využívat ve svých sexuálních fantaziích. Kanibalismus nebyl potvrzen ani vyvrácen.
Nelze vyloučit, že Seel měl při vraždách komplice: zranění některých obětí nasvědčují tomu, že byla způsobena dvěma osobami.
Policie soudí, že Manfred Seel byl misantrop a misogyn. Na pevných discích několika počítačů, které se našly v jeho sklepě, bylo 32 000 fotografií a videí s násilnou pornografickou tematikou včetně scén kanibalismu a dětské pornografie. Rány na tělech obětí odpovídaly zobrazením na pornografických materiálech, vyšetřovatelé proto mají za to, že Seel své činy „inscenoval“ podle pornografických obrázků. Sbírka pornografie měla celkem 5 terabytů; předpokládá se, že Seel využíval také dark web, a je prokázáno, že navštěvoval fóra pro lidi se zájmem o extrémní násilí a nekrofilii.
Podle vyšetřovatele Franka Herrmanna jeho činy nebyly spontánní a emocionální, ale pečlivě promyšlené.
Seel musel po několik desetiletí žít dvojím životem a předstírat, že je běžný občan. Podle kriminální psycholožky Lydie Benecke vrah neměl žádný soucit ani pocit viny, své oběti vnímal jako pouhé objekty, které lze použít k ukojení svých pudů a zahodit.
Motiv vražd je s největší pravděpodobností v jeho osobnosti, v sadistických fantaziích, které pravděpodobně pramení z nedostatečného pocitu vlastní hodnoty. Ve vraždách mělo hlavní význam odlidštění obětí, jejich ponížení, bolest, pocit neomezené moci a kontroly. Sbírání částí těl jako trofejí mělo za cíl zachování rozkoše na delší dobu.
Podle psychologa Helmuta Kuryho poháněla Seela touha po násilí a agresi. „Sociální stránka“ jeho osobnosti a fasáda obyčejného občana sloužila jen k zakrytí jeho zvrácených tužeb. Seel byl nicméně inteligentní a byl schopen se ovládnout. Nejednal spontánně a emocionálně, své činy pečlivě plánoval. Příčiny zločinů mohly být v jeho raném dětství. Podle policie se Seelova vražedná série mezi léty 1971 a 1991 zastavila, protože se nacházel v psychologicky stabilní fázi života a jeho násilné sklony se zmírnily.

## Oběti
Podle policie zavraždil Seel ve Frankfurtu nad Mohanem v letech 1971–2004 přinejmenším pět, pravděpodobněji však deset nebo více žen. Většina obětí byly drogově závislé pouliční prostitutky. Podle vyšetřovatelů spojoval vraždy podobný rukopis: oběti byly uškrceny nebo zardoušeny, po smrti byly obětem znetvořeny prsy nebo oblast genitálií a následně byly odebrány části těla. Policie spojuje se Seelem vraždy následujících deseti osob:
- únor 1971 – Gudrun Ebelová (19), uklízečka[16] a pečovatelka v domově pro seniory[2], pravděpodobně Seelova první oběť. Její tělo bylo nalezeno 6. února 1971 v zahradním domku[2] poblíž Bad Vilbelu. Vrah oběti nožem otevřel podbřišek a vyňal dělohu, tenké střevo a jeden vaječník.[1] Policie předpokládá, že pachatel oběť pod nějakou záminkou vylákal do zahradního domku a tam na ni zaútočil.[17]
- duben 1971 – Hatice Erülkeroglu (23), turecká pečovatelka, kolegyně Gudrun Ebelové (navzájem se však neznaly[1]) – Manfred Seel tehdy pracoval v bezprostřední blízkosti domova péče o seniory Johanna-Kirchner-Stift-Altenheim, kde obě pracovaly. Pachatel a oběť se možná setkali v nepoužívaném železničním vagónu, který často sloužil ke schůzkám mladých lidí.[5] Vrah na oběť zaútočil na mostě Camberger Brücke, způsobil jí masivní poranění hlavy (při kterém byl prakticky rozdrcen obličej) a pohlavních orgánů[2], odňal jí část levého prsu a stydké pysky.[1]
- červen 1991 – Gisela Singhová (36), drogově závislá a HIV pozitivní prostitutka bez domova, měla jednu dceru. Její tělo objevili houbaři 14 dní po jejím zmizení pod hromadou roští na parkovišti v Hofheimu am Taunus.[2][18] Naposledy byla viděna 14. června 1991 kolem 15. hodiny v Café Fix (poradenské centrum pro drogově závislé na Moselstraße). Bylo prokázáno, že Seel byl jejím zákazníkem.[2] Byla uškrcena nebo zardoušena, měla několik bodných ran na břiše a četné rány na stehnech. V době nálezu však bylo její tělo již v pokročilém stádiu rozkladu[19]
- prosinec 1993 – Dominique Monroseová (32), drogově závislá a HIV pozitivní prostitutka bez domova. Naposledy byla viděna 3. prosince 1993 a policie předpokládá, že téhož dne byla i zabita.[2] Její trup byl nalezen v pytli na odpadky na Friedberger Landstraße, ostatní části těla v plastových sáčcích v okolí Bundesstraße 40a, hlava se nenašla vůbec.[16]
- červenec 1996 – Pia Isabel Heymová (27), zaměstnankyně banky. Heymová byla psychicky nemocná a v důsledku své choroby nabízela náhodně sex mužům. Její hlava byla nalezena v zahrádkářské kolonii ve čtvrti Frankfurt-Sachsenhausen.[16][20]
- červenec 1998 – Julie Anna Schröderová (18), drogově závislá pouliční prostitutka. Zmizela v červenci 1998 ve frankfurtské čtvrti Bahnhofsviertel, byla ve špatném zdravotním stavu. Policie předpokládá, že byla zavražděna, ačkoli její tělo se dosud nenašlo.[16][11]
- září 1999 – Gabriele de Haas (32), drogově závislá prostitutka. Je možné, že se s pachatelem seznámila na fóru BDSM komunity. Také v tomto případě policie předpokládá, že byla zavražděna, třebaže její tělo se dosud nenašlo.[21][11]
- duben 2004 – V přehradě Offenbach byly nalezeny kosterní pozůstatky odřezané ženské hlavy zabalené v alobalu. Totožnost oběti nebyla dosud zjištěna.[22][16]
- 2004 – Britta Simone Diallová (43). Podle svědeckých výpovědí byl Seel stálým zákazníkem Diallové.[12] Diallová, prostitutka bez trvalého bydliště, byla naposledy viděna na podzim 2003[2] a nebyla hlášena jako nezvěstná. Před smrtí byla zjevně mučena. Právě nález zbytků jejího těla (chodidla a stehen v pokročilém stadiu rozkladu) ve dvou modrých plastových sudech s černým víkem v Seelově garáži vedl k Seelovi jako k podezřelému. Danou garáž si přitom Seel pronajal až v září 2008, ostatky Diallové proto musely být předtím uloženy na jiném místě.[1] Zranění na těle Diallové se do značné míry shodují s obrázky na Seelově počítači. Policie předpokládá, že předlohou pro její vraždu byla manga, kterou Seel vlastnil.[1] Ruce a nohy pachatel Diallové odřezal ruční pilkou, a to pravděpodobně ještě zaživa. V oblasti kolen, pánve, prsou a vaginy Diallové bylo nalezeno osm hřebíků a šroubů. Mimoto bylo na těle několik bodných a řezných ran.[23][24]

Po nějaký čas byl Seel podezříván také z vraždy třináctiletého Tristana Brübacha, k níž došlo v březnu 1998. Této hypotéze nahrávaly některé podobnosti v modu operandi (odnětí částí těla, podobná poloha bot vzhledem k tělu oběti), analýza otisků prstů však toto podezření vyvrátila.

## Vyšetřování
Poté, co analýza otisků prstů sňatých ze Seelova klarinetu nepřinesla žádné nové stopy, se vyšetřování v roce 2017 zaměřilo na jiná možná místa nálezu mrtvol a na analýzu DNA na oděvech obětí. Vzhledem k časovému odstupu je toto vyšetřování velmi obtížné a pomalé. Je také stále prověřována možnost, že měl Seel komplice.
Vyšetřování ukazuje, že Seel byl aktivní pouze ve Frankfurtu nad Mohanem a okolí; v ostatních částech Německa a Evropy se v dané době podobné případy nevyskytly.

## Odraz v kultuře
Případem Manfreda Seela se inspirují romány Wolfswut spisovatele Andrease Gößlinga (Gößling přenáší děj z Frankfurtu do Berlína) a Muttertag Nele Neuhausové.